# Вальтер, Иоганн (композитор)
Иоганн Ва́льтер (Johann Walter, наст. имя Johann Blanckenmüller) (1496, Кала, Тюрингия — 25 марта 1570, Торгау) — немецкий композитор, поэт, теоретик музыки; прославился как составитель (по заданию Мартина Лютера) первого сборника многоголосных лютеранских хоралов (так называемого «Виттенбергского песенника»). Считается первым кантором протестантской церкви в Германии (нем. lutheranischer Urkantor). Иоганна Вальтера не следует путать с Иоганном Готфридом Вальтером (1684—1768), немецким композитором и энциклопедистом.

## Жизнь и творчество

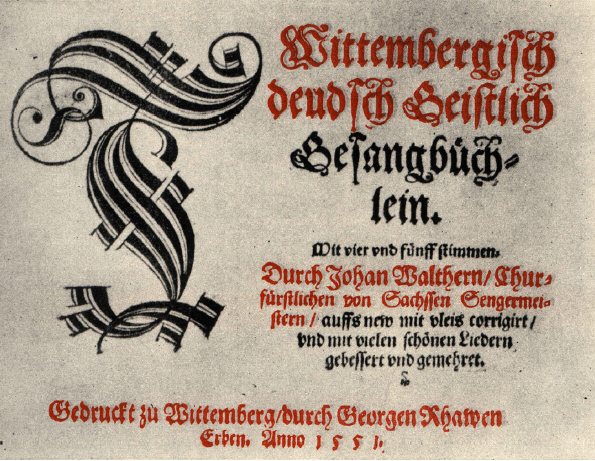
Титульная страница «Виттенбергского песенника» Иоганна Вальтера, издание 1551 года (партия тенора)

В 1521-25 годах певчий (бас) в придворной капелле курфюрста саксонского Фридриха III. Предположительно в 1522 или 1523 познакомился с Лютером, который оказал на религиозные и социальные взгляды Вальтера решающее влияние. Под «идейным» руководством Лютера занимался организацией обиходного певческого репертуара для новой церкви. 
В Виттенберге в 1524 году Вальтер опубликовал «Книжечку духовных песен» («Geystliche gesangk Buchleyn»), в которую вошли 43 песни (из них 38 на немецком и 5 на латыни) на 3, 4 и 5 голосов; предисловие к ней написал сам Лютер. Сборник сразу завоевал популярность у протестантов. Уже в 1526 Меланхтон писал, что Вальтер «создал гимны, которые пользуются такой популярностью в наши дни», а в 1527 засвидетельствовал, что музыка Вальтера (то есть протестантские хоралы) — это то, что «ныне больше всего поют в Виттенберге». После 1524 песенник Вальтера неоднократно переиздавался с постоянным расширением и обновлением (2-е изд. 1525; 3-е изд. 1537; 4-е изд. 1544; 5-е изд. 1551). Название «Виттенбергский песенник» (Wittembergisch Gesangbüchlein) установилось с четвёртого издания.
В 1525 Вальтер консультировал Лютера при написании последним программного труда «Немецкая месса». Не без влияния Лютера Вальтер стал активно заниматься устройством городской музыки. В 1526-48 он жил преимущественно в Торгау, где (в 1526 году) женился, учил хоровому пению мальчиков, в 1532 получил права гражданина города, с 1535 возглавил там собственную певческую школу (Kantorei), которая принимала участие во всех ответственных городских мероприятиях. Параллельно (с 1527) учился в Лейпцигском университете. В 1548-54 жил в Дрездене, работал капельмейстером саксонской придворной капеллы, в которой, по-видимому, также внедрял протестантскую церковную песню. Отошёл от дел в 1554, остаток жизни прожил в Торгау.
Вальтер — автор сочинений (не получивших признания подобного его «Виттенбергскому песеннику») в различных жанрах хоровой духовной музыки, в том числе 8 магнификатов, Страстей по Матфею и Иоанну, латинских мотетов, в том числе пышного мотета-панегирика «Beati immaculati in via» (Пс. 118), посвящённого курфюрсту саксонскому Иоганну Фридриху.

## Поэтические трактаты о музыке
- Хвала и слава высокочтимому искусству музыки (Lob und Preis der löblichen Kunst Musica; Wittenberg, 1538; стихотворное предисловие к поэме [известно ныне под названием «Frau Musica»] написал Мартин Лютер). Издание трактата вышло под ред. В. Гурлитта.
- Хвала и слава небесному искусству музыки (Lob und Preis der himmlischen Kunst Musica; Wittenberg, 1564). Все 56 строф этой поэмы представляют собой акростихи на MUSICA или ACISUM (инвертированная форма того же слова). В качестве предисловия к поэме Вальтер опубликовал перевод трактата «Encomion musices» Лютера, который долгое время считался оригинальным текстом Лютера; ныне установлено, что при переводе с латыни Вальтер допустил необычайные вольности[7].

Обе небольшие поэмы о музыке опубликованы в полном собрании сочинений Вальтера, подготовленном Отто Шрёдером (Bd.6, SS. 153—161).

## Издание сочинений и литература
- Johann Walter. Sämtliche Werke, hrsg. v. Otto Schröder et al. 6 Bde. Kassel: Bärenreiter, 1953—1973.
- Gurlitt W. Johannes Walter und die Musik der Reformationszeit // Luther-Jahrbuch, XV (1933), SS. 1-112.
- Bender, Martin. Allein auf Gottes Wort. Johann Walter — Kantor der Reformation. Berlin: Evangelische Verlagsanstalt, 1971.
- Blankenburg, Walter. Johann Walter. Leben und Werk. Tutzing: Schneider, 1991. ISBN 3-7952-0618-9.